# Potència isotròpica radiada equivalent

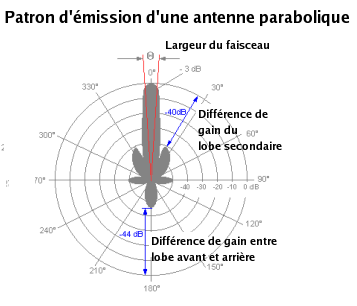
Fig.1 Exemple de diagrama de radiació d'una antena parabòlica

Potència isotròpica radiada equivalent (PIRE o EIRP en anglès) és una definició stàndard del IEEE de nivell de potència en RF. El PIRE és igual a la potència que emetria una antena isotròpica per a produir la mateixa potència observada en la direcció de màxim guany de l'antena.
{\displaystyle PIRE=P_{t}-L+G}
on {\displaystyle P_{t}} : potència emesa per l'antena en dB
{\displaystyle L} : pèrdues de cables i connectors en dB
{\displaystyle G} : guany de l'antena en dB